# Rheocricotopus tusimoefeus
Rheocricotopus tusimoefeus är en tvåvingeart som beskrevs av Sasa och Suzuki 1999. Rheocricotopus tusimoefeus ingår i släktet Rheocricotopus och familjen fjädermyggor. Inga underarter finns listade i Catalogue of Life.